# 戈羅季西科

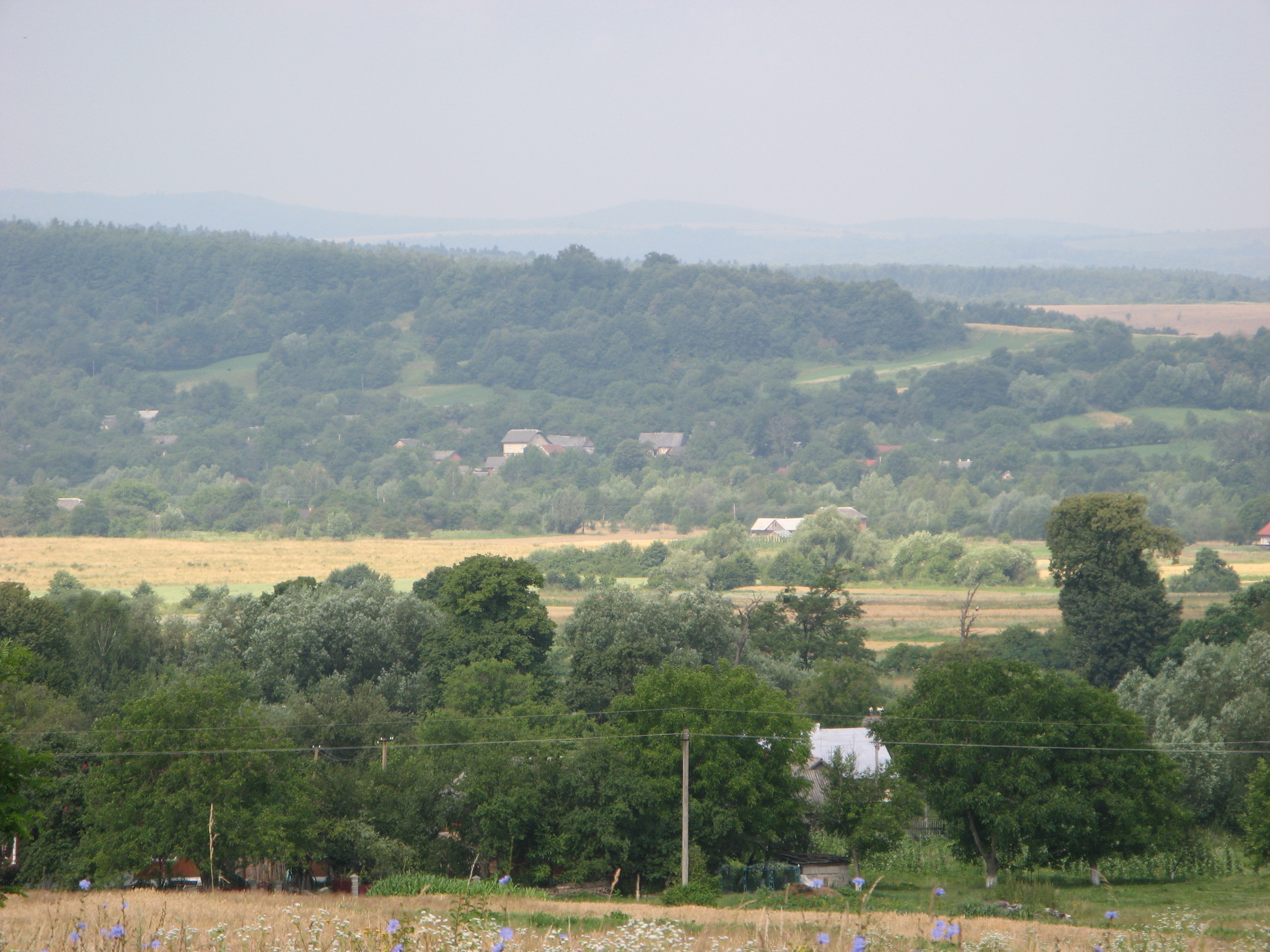

戈羅季西科（烏克蘭語：Городисько），是烏克蘭西部的村莊，隸屬利維夫州的桑比爾區。該村處於維爾瓦河畔，始建於1446年，面積0.33平方公里，海拔高度243米，2001年人口131。
49°36′28″N 22°50′23″E / 49.60778°N 22.83972°E